# Трасун, Франц Станиславович
Франц Станисла́вович Тра́сун (Фра́нцис Тра́сунс; латыш. Francis Trasuns, латг. Fraņcs Trasuns; 1864—1926) — латвийский католический священник, политический деятель, инициатор созыва Конгресса латышей Латгалии, положившего начало формированию латвийской государственности.

## Биография

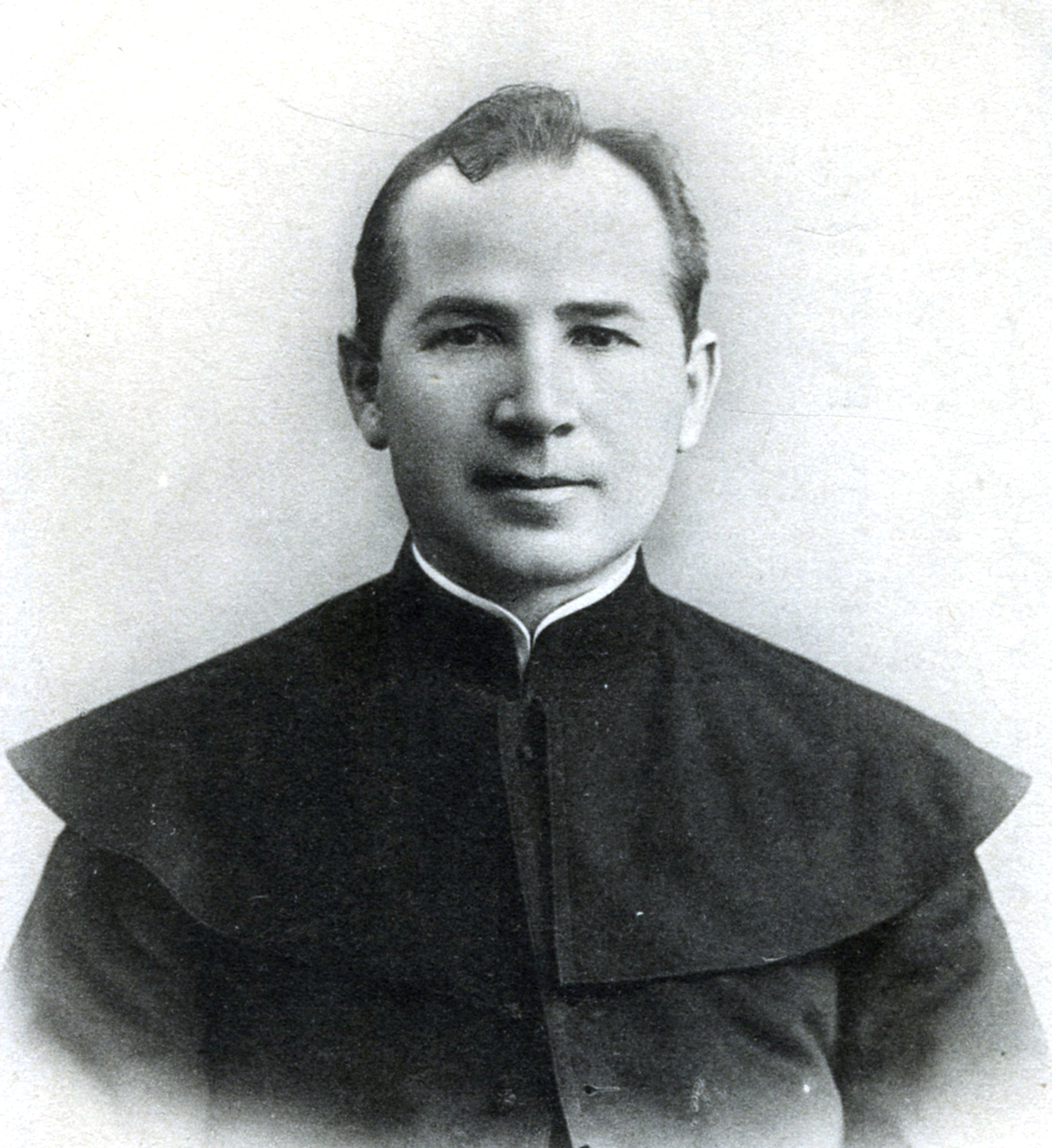
Франц Трасун, 1906

Родился 4 (16) октября 1864 г. в Колнасате Режицкого уезда (ныне Сакстагалс) в многодетной семье. Получив начальное образование в Елгаве, в 1883—1887 гг. учился в католической семинарии в Санкт-Петербурге (ныне МЦА), затем в духовной академии, которую окончил в 1891 г. со степенью магистра богословия. Был всесторонне образованным человеком, свободно владел некоторыми языками.

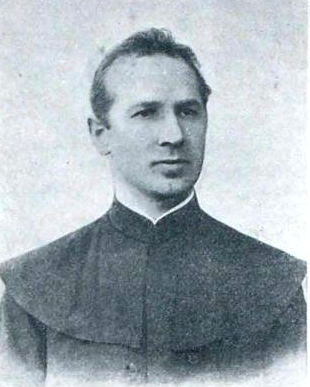
Франц Трасун, 1906

В начале XX века жил и работал в Санкт-Петербурге, где активно ратовал за отмену существовавшего запрета печати на латгальском языке. В 1906 г. был избран в Государственную думу. В 1917—1919 — священник ряда приходов в Латгалии.
В 1917 г. стал одним из организаторов Конгресса латышей Латгалии, высказавшегося за объединение латышей Видземе, Курземе и Латгале как единого народа и получение автономии в составе свободной России.
Францис Трасунс добавил на наш латвийский герб третью звезду — Латгалию.Янис Чаксте, первый президент Латвии
На Конгрессе избран членом временного национального совета Латгалии в Петрограде, на заседании которого в январе 1918 года одним из первых выступил не за автономную, а за независимую Латвию. С конца 1919 года он заседал в Народном совете Латвии, его можно считать одним из основателей Латвийской Республики. Позднее его авторитет для части политиков оказался серьёзным фактором при решении ряда сложных латгальских и общегосударственных проблем.
Участник Народного Совета, провозгласившего 18 ноября 1918 г. независимость Латвии. Руководитель департамента по латгальским делам с правами министра (1920), член Учредительного Собрания (1922), депутат I и II Сеймов Латвии (1922—1925 и с 1925).
Основатель и издатель журнала «Zemnīka draugs» («Друг крестьянина») и газеты «Zemnīka bolss» («Голос крестьянина»), автор большого числа публицистических статей об актуальных событиях в политической и общественной жизни, а также ряда книг.
В 1926 г. в результате интриг объявлен отлученным от Церкви. Умер в Риге в том же году 6 апреля от сердечного приступа. Похоронен на Братском кладбище Резекне.
В 1998 г. Конгрегация по делам духовенства объявила, что отлучение о. Франциса Трасунса, совершенное местными церковными властями по политическим соображениям, не имеет силы.

### Политическая деятельность в Латвии
Как наиболее влиятельная и образованная политическая сила Латгалии, католические священники в начале XX века создали Союз христианских крестьян во главе с Язепом Ранцаном.
В своей парламентской деятельности Францис Трасунс остро критиковал аграрную реформу, которая проходила в Латгалии чрезвычайно болезненно и не оправдала надежд большинства её крестьянского населения.
В 1924 году он вышел из Союза христианских крестьян Латгалии и создал Партию латгальских демократов как партию всего народа. Её приоритетами в программе 1924 года обозначены аграрная политика, вопросы культуры и решение социальных задач: ведущая роль государства в финансировании раздела деревень на хутора, содержании школ и религиозных учебных заведений. Благодаря усилиям Франциса Трасуна эта политическая сила пользовалась влиянием в столице и местных органах власти. Она инициировала съезд католиков в Резекне в конце сентября 1924 года.
Как депутат I и II Сеймов, Трасун произнес немало речей.
Работая в Сейме, Трасунс не забывал о Резекне: он был членом комитета по строительству Резекненского Народного Дворца (позже — Народного дома).
Многое сделал Трасунс и для церкви. Например, добился заключения конкордата, возобновления Рижского архиепископата.

## Память

Мемориальная доска в память об о. Францисе Трасунсе на католическом кафедральном соборе Святого Иакова в Риге

- Мемориальная доска в память об о. Францисе Трасунсе установлена на католическом кафедральном соборе Святого Иакова в Риге[3], установлен памятник в Резекне[4].
- Именем Франциса Трасунса названа улица в Малте, а в 2019 году Рижская дума приняла решение о переименовании ответвления улицы Ницгалес в улицу Фр. Трасуна[5].